# 奧克塔夫 (亞利桑那州)
奧克塔夫（英語：Octave）是位於美國亞利桑那州亞瓦派縣的一個非建制地區。該地的面積和人口皆未知。

## 地理
奧克塔夫的座標為34°08′30″N 112°41′24″W / 34.14167°N 112.69000°W，而該地的平均海拔高度為1042米（即3420英尺）。